# Скала промене метеорита
Скала промене метеорита је скала која приказује стадијум оксидације и промене метеорита на Земљи. Већина метеорита потиче из периода настанка Сунчев системСунчевог система, али упркос тој старости, веома су подложни климатским утицајима на планети. Вода, ваздух (кисеоник) и хлор су главни елементи који утичу на промене у изгледу ових небеских тела.

## Скала
Како би се приказао степен промена које су се десиле на метеориту, дефинисана је скала на основу квалитативних индикатора попречног пресека. Предложио ју је Џул А. Џ. Т. 1991. године, а допунили су је Влоцка (1993) и Ел Катири (2005).
| Степен промене | Опис промене                                                            |
| -------------- | ----------------------------------------------------------------------- |
|                | без видљиве оксидације метала или тролита (најчешће тек пали метеорити) |
|                | мале оксидационе линије око метала или тролита                          |
|                | умерена оксидација метала (20-60%)                                      |
|                | изражена оксидација метала и тролита (65-95%)                           |
|                | Потпуна оксидација метала и тролита (95%), али не и силиката.           |
|                | почетне промене силиката, дуж пукотина                                  |
|                | изражена замена силиката минералима глина и оксида                      |

Осим ове скале, која се користи за све метеорите приспеле на Земљу, „Свемирски центар Џонсон“ користи и скалу намељену антарктичким метеоритима.
| Степен промене | Опис промене                                                                                    |
| -------------- | ----------------------------------------------------------------------------------------------- |
| А              | мала рђа - јављају се ситни кружни зарђали облици и мрље дуж прелома                            |
| Б              | умерена рђа - јављају се велики кружни зарђали облици и мрље дуж прелома и у самој унутрашњости |
| Ц              | изражена рђа - метални делови су скоро у потпуности прекривени рђом                             |
| Е              | испарења минерала су видљива голим оком                                                         |